# Ryan Baker
Ryan Edward Baker (Indianapolis, 25 novembre 1984) è un ex giocatore di football americano statunitense che ha militato  nel ruolo di defensive lineman nella National Football League. Non venne scelto al draft NFL 2009 ma in seguito firmò con i Miami Dolphins. Al college giocò a football alla Purdue University.

## Carriera

### Miami Dolphins
Baker firmò il 30 aprile 2009 come free agent non scelto nel draft un contratto triennale del valore di 1,185 milioni di dollari con i Miami Dolphins. Il 5 settembre venne svincolato per passare alla squadra di allenamento. Il 28 novembre 2009 venne promosso in prima squadra. Debuttò il giorno seguente contro i Buffalo Bills. Il 4 settembre 2010 venne svincolato per rifirmare nuovamente con la squadra di allenamento. Il 18 settembre venne nuovamente promosso.
Il 28 settembre 2011 venne svincolato, ma il 30 novembre rifirmò con i Dolphins. Il 18 marzo 2012 rifirmò un annuale per 617.500 dollari di cui 2.500 di bonus alla firma. Il 31 agosto venne svincolato, ma venne rifirmato il 12 settembre, prima di essere definitivamente svincolato il 18 dello stesso mese.

### Oakland Raiders
Il 5 agosto 2012 Baker firmò un contratto annuale con gli Oakland Raiders ma il 1º settembre venne svincolato.

## Statistiche
| Partite totali      | 17  |
| Partite da titolare | 0   |
| Tackle totali       | 7   |
| Sack                | 0,5 |
| Intercetti          | 0   |
| Fumble forzati      | 0   |